# Panton Bahagia
Panton Bahagia is een bestuurslaag in het regentschap Aceh Barat van de provincie Atjeh, Indonesië. Panton Bahagia telt 166 inwoners (volkstelling 2010).